# Canal de la Somme
Der Canal de la Somme (deutsch: Somme-Kanal) ist ein französischer Schifffahrtskanal, der in der Region Hauts-de-France verläuft.

## Verlauf und technische Infrastruktur
Der Kanal folgt dem Lauf des Flusses Somme und ist vom Kanal-Typ her eine Kombination aus  Seitenkanal und kanalisiertem Fluss.
Er beginnt bei Saint-Simon, wo er vom Canal de Saint-Quentin (deutsch: Kanal von Saint-Quentin) abzweigt, und mündet nach 156 Kilometern bei Saint-Valery-sur-Somme in den Ärmelkanal. Der Höhenunterschied zu seiner Mündung beträgt 66 Meter und wird von 25 Schleusen überwunden. Er gliedert sich in folgende Teilbereiche:
- Abschnitt zwischen Saint-Simon und Voyennes

Hier ist der Schiffsverkehr derzeit eingestellt. Eine Entscheidung über die weitere Zukunft der Schifffahrt in diesem Bereich wurde seitens der französischen Behörden noch nicht getroffen.
- Abschnitt zwischen Voyennes und Péronne

Der Wasserweg wird hier auf einer Länge von rund 20 Kilometern vom Canal du Nord (deutsch: Nord-Kanal) mitbenützt. Die Schleusen in diesem Bereich wurden in den 1960er Jahren modernisiert und für größere Schiffe umgebaut, der Rest des Kanals ist nur für Schiffe der Freycinet-Norm befahrbar.
- Abschnitt zwischen Péronne und Abbeville

Dieser Abschnitt durchquert die Großstadt Amiens.
- Abschnitt zwischen Abbeville und Saint-Valery-sur-Somme

Der Kanalabschnitt unterhalb von Abbeville wird bereits von den Gezeiten beeinflusst. Er nennt sich daher auch Canal maritime d’Abbeville à Saint-Valery.

### Koordinaten
- Ausgangspunkt des Kanals: 49° 44′ 38″ N, 3° 9′ 38″ OKoordinaten: 49° 44′ 38″ N, 3° 9′ 38″ O
- Endpunkt des Kanals: 50° 10′ 37″ N, 1° 38′ 51″ O

### Durchquerte Départements
- Aisne
- Somme

### Orte am Kanal
- Saint-Simon
- Ham
- Péronne
- Cappy
- Amiens
- Abbeville
- Saint-Valery-sur-Somme

## Geschichte
Die Bauarbeiten wurden bereits 1770 begonnen, jedoch erst 1843 beendet. Die Zielsetzung bestand darin, das Gebiet um Saint-Quentin mit dem Meer zu verbinden.

## Wirtschaftliche Bedeutung
Durch die Verbindung mit dem Canal du Nord erreichte der Frachtverkehr große Bedeutung. In den 1960er Jahren gingen noch 300.000 Tonnen jährlich im Transitverkehr über den Kanal. Seitdem hat die Frachtschifffahrt nach und nach ihre Bedeutung verloren. Es entwickelt sich jedoch langsam eine touristische Nutzung durch Sport- und Hausboote.

## Einzelnachweis
1. 1 2  Die Angaben zur Kanallänge beruhen auf den Informationen über den Canal de la Somme bei SANDRE (französisch), abgerufen am 14. Dezember 2011, gerundet auf volle Kilometer.